# Associatie van struikhei en stekelbrem
De associatie van struikhei en stekelbrem (Genisto anglicae-Callunetum) is een associatie uit het verbond van struikhei en kruipbrem (Calluno-Genistion). Het is een plantengemeenschap gekenmerkt door een droge heidevegetatie met overwegend struikhei.

## Naamgeving en codering

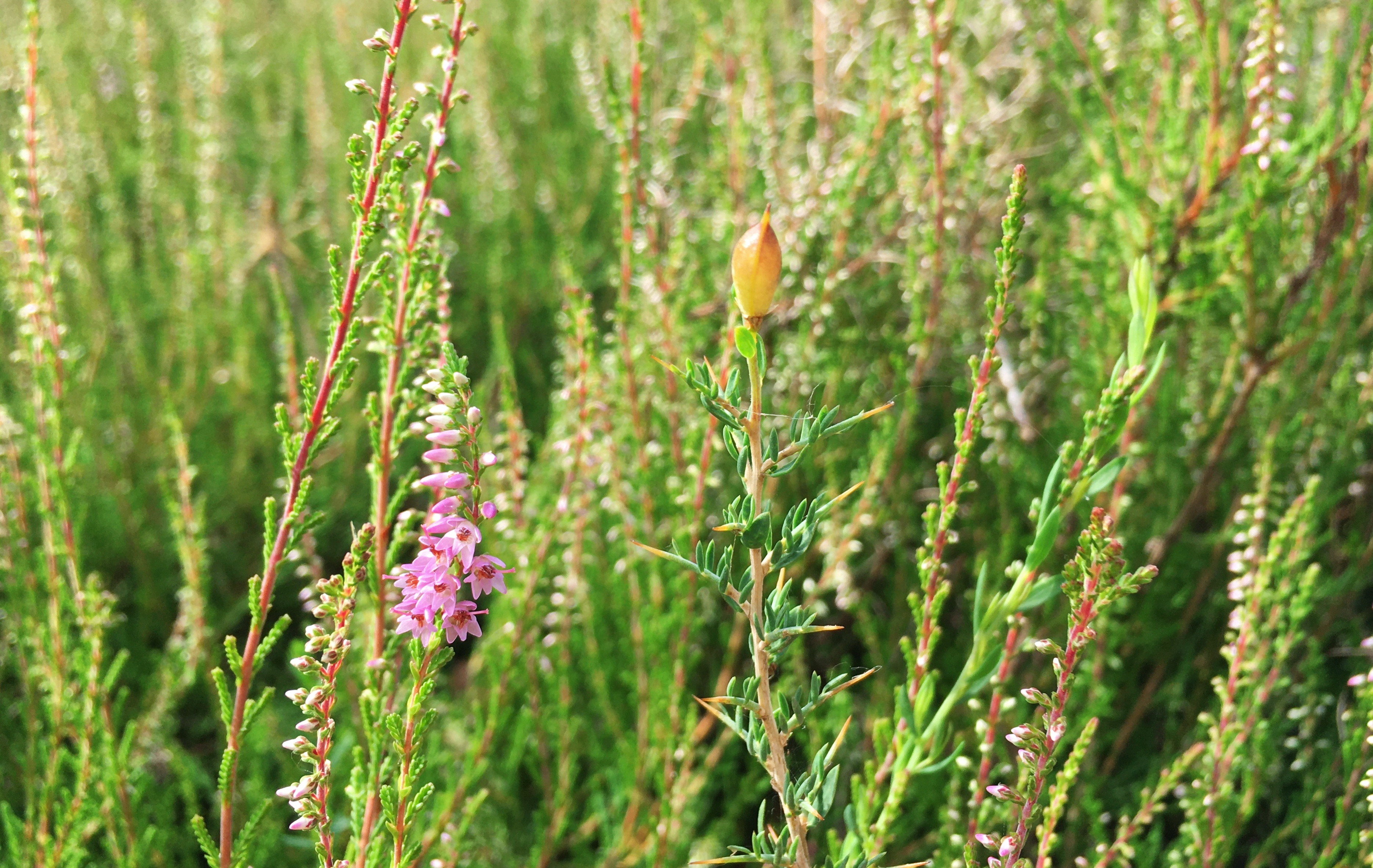
Een close-up van de associatie met beide naamgevende soorten. Men ziet struikhei in bloei en stekelbrem in vrucht.

- Natura2000-habitattypecode (EU-code): H4030
- Syntaxoncode voor Nederland (rVvN): r20Aa01
- BWK-karteringscode: cg

De wetenschappelijke naam Genisto anglicae-Callunetum is afgeleid van de botanische namen van twee diagnostische soorten binnen de associatie. Dit zijn de dwergstruiken struikhei (Calluna vulgaris) en stekelbrem (Genista anglica).

## Fysiognomie
De associatie van struikhei en stekelbrem manifesteert zich altijd in de formatie van een dwergstruweel. Alhoewel de symmorfologie van de associatie ietwat verschilt per subassociatie, wordt het vegetatieaspect altijd bepaald door struikhei. De associatie is zeer soortenarm.
De boomlaag is net als in de meeste heidevegetatie volledig afwezig. De struiklaag is wel vertegenwoordigd, in de vorm van dwergstruiken als de struikhei zelf en enkele bremsoorten.
De kruidlaag is bijzonder arm aan soorten; slechts enkele grassen, naast de veel zeldzamere wolfsklauwen.
Op open plaatsen kan de moslaag zich goed ontwikkelen, met overwegend bladmossen en lichenen.
Waar het terrein natter wordt, kan de associatie van struikhei en stekelbrem geleidelijk overgaan in de dophei-associatie. Op die plaatsen komen struikhei en dophei naast elkaar voor. Dikwijls zijn dit ook de plaatsen waar beide soorten het best floreren.

## Ecologie

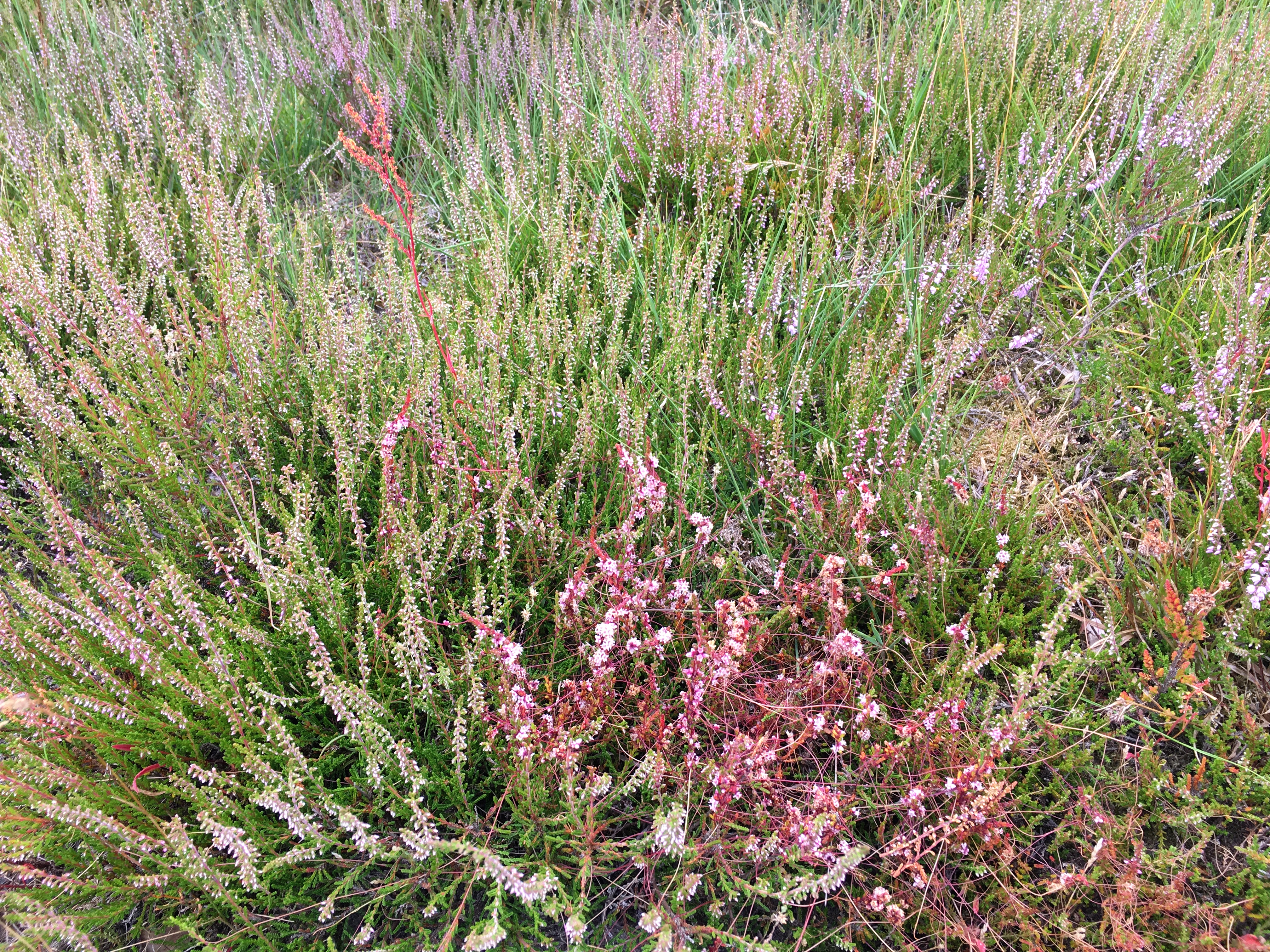
Een close-up van een begroeiing van de associatie van struikhei en stekelbrem

De associatie van struikhei en stekelbrem is algemeen op oligotrofe zand- of zandleemgronden met een min of meer uitgesproken podzolbodem. Meestal is er wel een dunne, halfverteerde humuslaag. De plaatselijke trofiegraad en de vochtigheid van de bodem bepalen welke subassociatie precies voorkomt.
Deze associatie omvat halfnatuurlijke dwergstruwelen; zonder menselijk ingrijpen wordt zij op den duur verdrongen door bos. De meeste heidevegetatie worden reeds vanaf de middeleeuwen in stand gehouden door de mens, door het kappen van het bos, beweiden met schapen en het weghalen van het strooisel voor de stal.
De climaxvegetatie op deze bodem is meestal een berken-eikenbos (Betulo-Quercetum).

## Subassociaties in Nederland en Vlaanderen
Van de associatie van struikhei en stekelbrem komen in Nederland en Vlaanderen drie subassociaties voor.

### Subassociatie met gewoon stapelbekertje

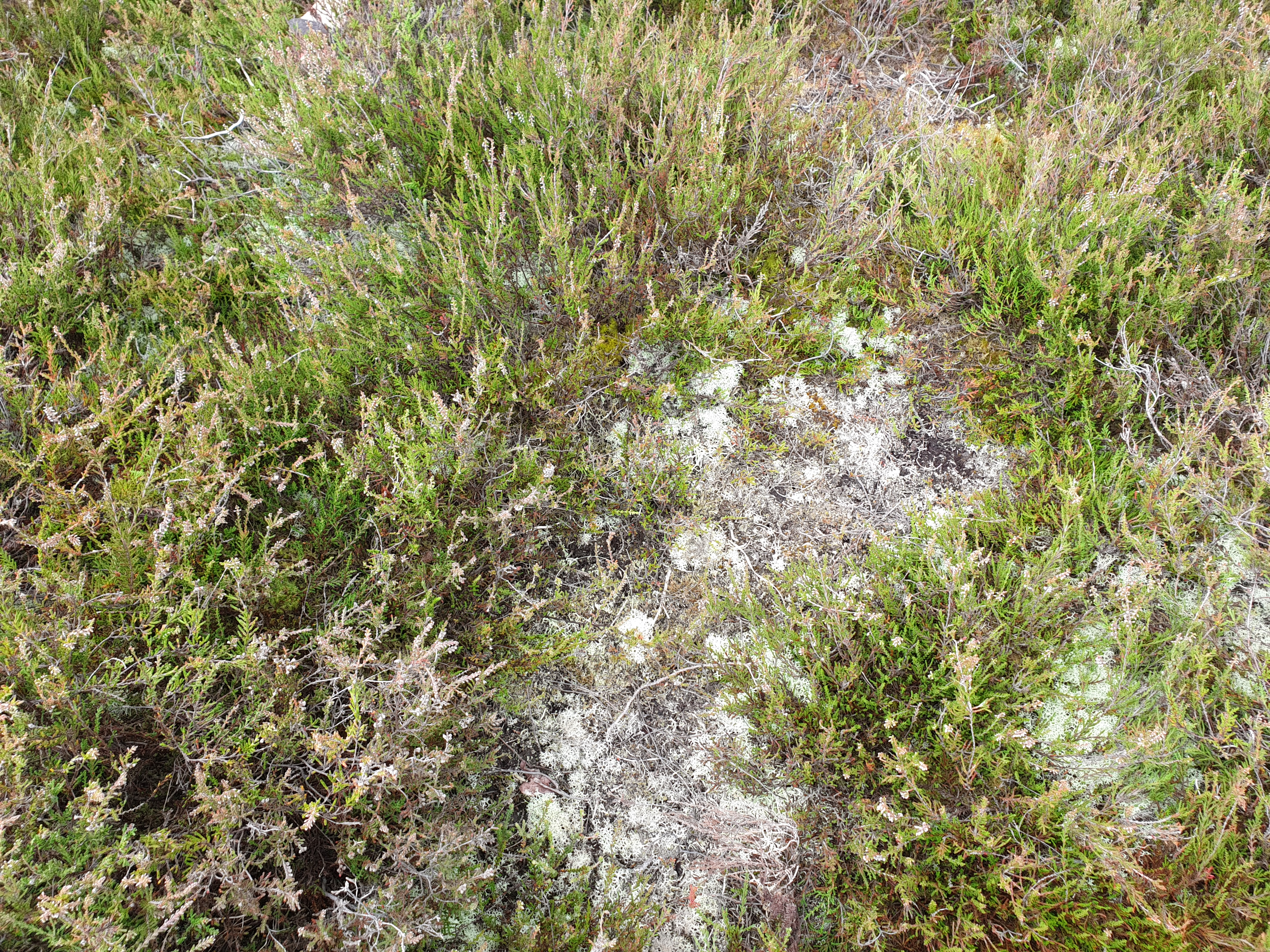
De subassociatie met gewoon stapelbekertje

Een subassociatie met gewoon stapelbekertje (Genisto anglicae-Callunetum cladonietosum cervicornis) omvat open dwergstruweel op een zeer droge en humusarme bodem. Op dergelijke plaatsen zijn vooral mossen en lichenen aspectbepalend, en de diversiteit van deze mossen kan bijzonder hoog zijn.
Deze gemeenschap is typisch voor gestabiliseerde duinen waaruit al het strooisel verdwenen is.
De subassociatie is vernoemd naar de kortsmossoort gewoon stapelbekertje (Cladonia cervicornis), dat differentiërend is voor deze subassociatie ten opzichte van de typische subassociatie.

### Typische subassociatie
Een typische subassociatie (Genisto anglicae-Callunetum typicum) omvat de meest bekende en verbreide van de drie subassociaties. Ze wordt gekenmerkt door de absolute dominantie van struikhei, wat in de late zomer het typische beeld geeft van de 'purperen heide'. Andere hogere planten zijn er nauwelijks te vinden.
Deze subassociatie komt voor op de droogste en meest oligrofe zandgronden. De subassociatie geeft de voorkeur aan bodems met een uitgesproken podzolprofiel met bovenaan een laag mor.

### Subassociatie met tandjesgras
Een subassociatie met tandjesgras (Genisto anglicae-Callunetum danthonietosum) wordt gekenmerkt door in verhouding een grote soortenrijkdom aan grassen en verschillende bremsoorten.
Ze komt voor op zandleemgronden met moder, die meer vocht ophoudt. Dit is een vegetatie die men dikwijls langs paden in de droge heide vindt.
De benaming is afkomstig van de wetenschappelijke naam van het tandjesgras (Danthonia decumbens), een differentiërende soort voor deze subassociatie ten opzichte van de typische subassociatie.

## Verspreiding
Het verspreidingsgebied van de associatie van struikhei en stekelbrem is beperkt tot de Atlantische provincie: de kuststrook van West-Europa, Groot-Brittannië en Ierland. Het is een typische vegetatie die zich thuis voelt in streken met een maritiem klimaat, met hoge luchtvochtigheid, niet te warme zomers en geen strenge winters.
In Vlaanderen is ze te vinden in de heidegebieden van de Antwerpse Kempen (onder andere in de Kalmthoutse Heide in Kalmthout, het Groot Schietveld in Brasschaat en het Turnhouts Vennengebied), en in Limburg (onder andere in de Hoge Kempen).

## Diagnostische taxa voor Nederland en Vlaanderen
In de onderstaande tabel staan de belangrijkste diagnostische planten- en korstmossentaxa van de associatie van struikhei en stekelbrem voor Nederland en Vlaanderen.

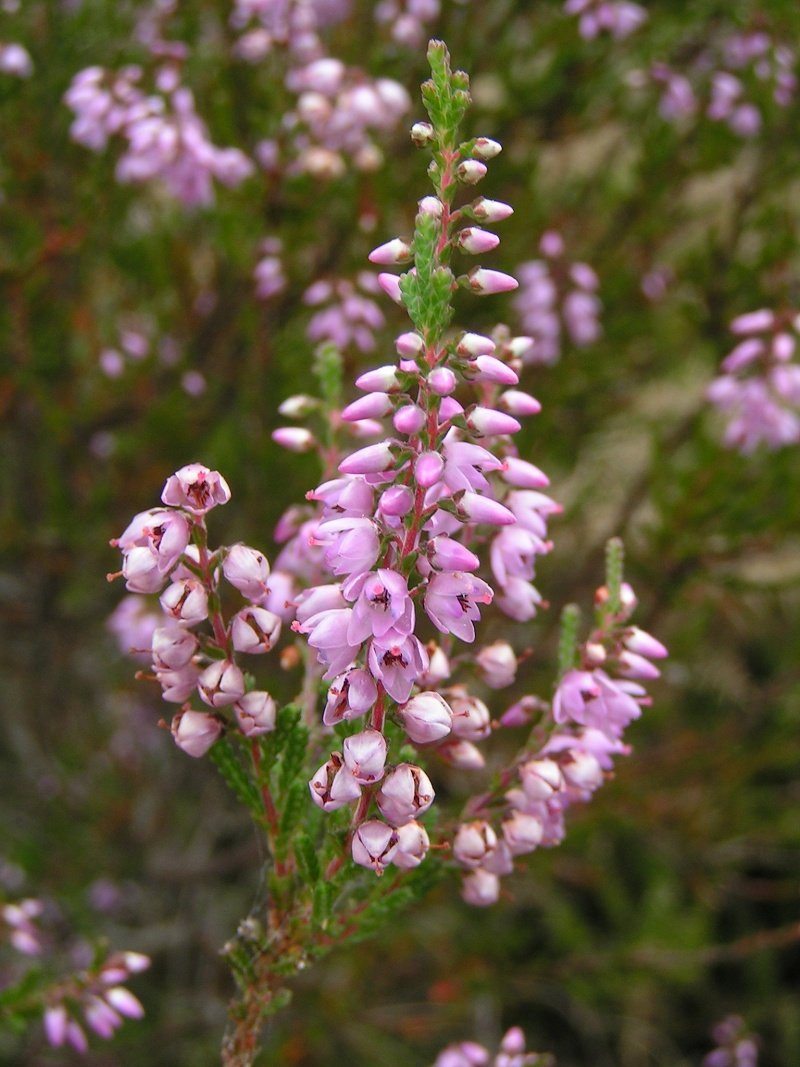
Struikhei

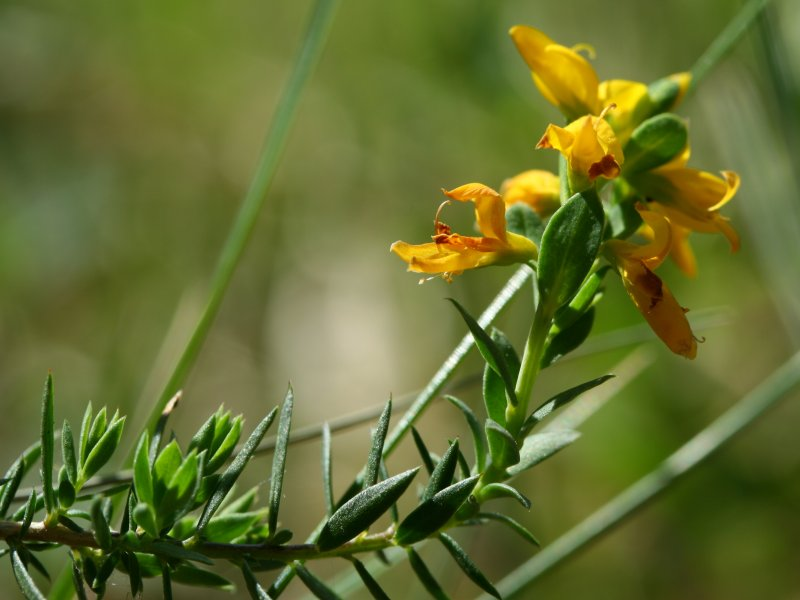
Stekelbrem

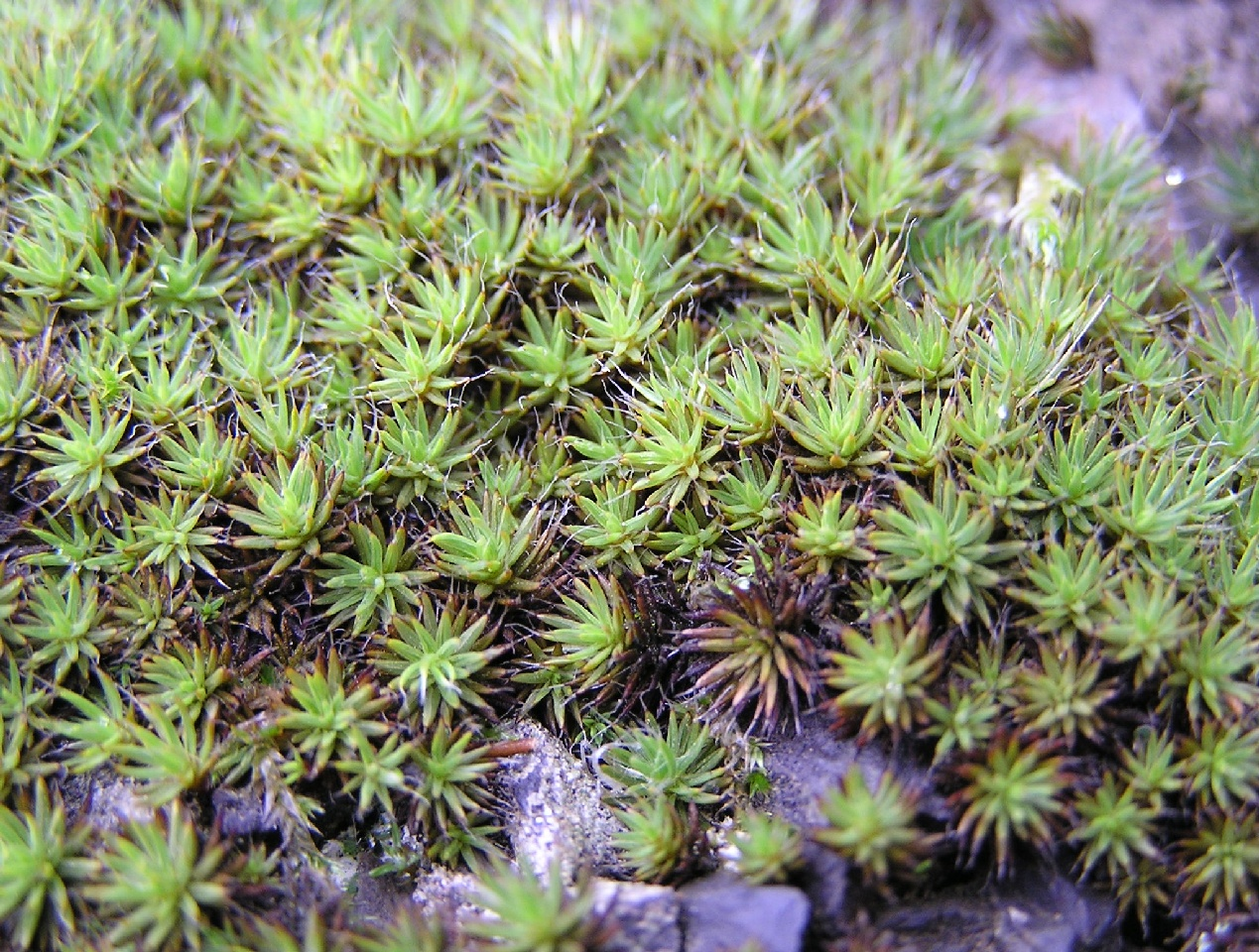
Ruig haarmos

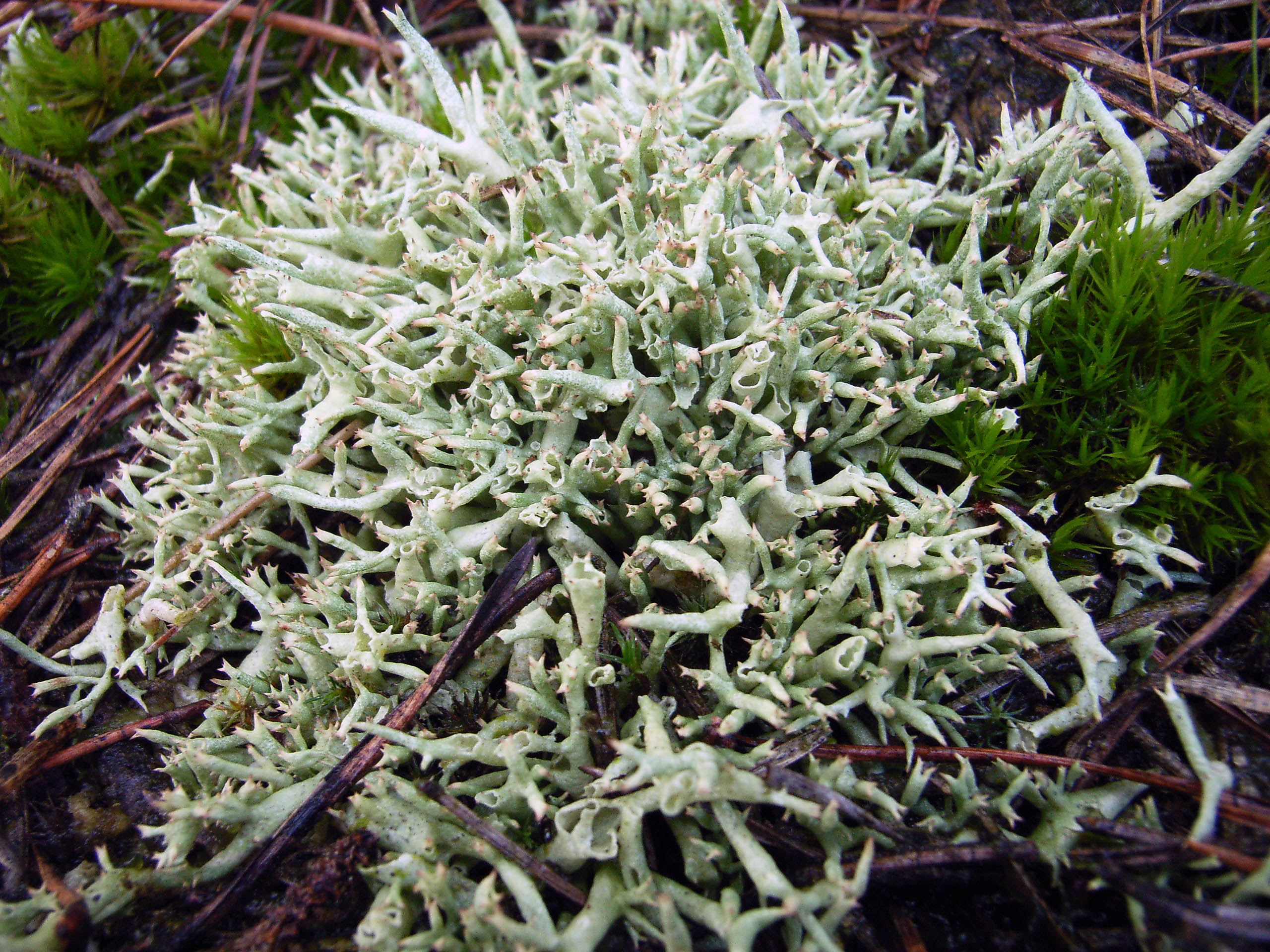
Cladonia

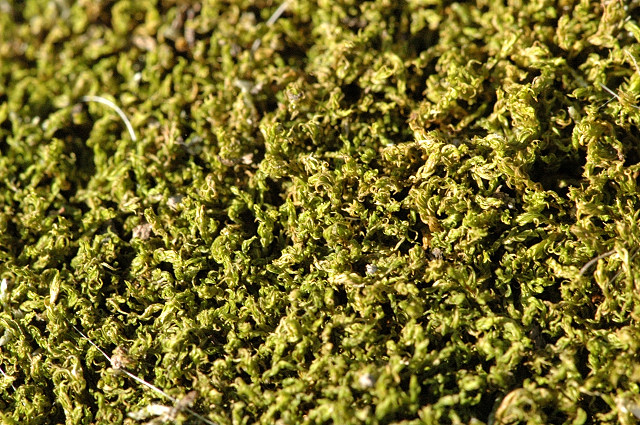
Boskronkelsteeltje

Kruidlaag
| Kentaxon | Diff.soort | Abundantie | Triviale naam     | Botanische naam                 | Opmerking                     |
| -------- | ---------- | ---------- | ----------------- | ------------------------------- | ----------------------------- |
| kA       |            | A/F        | stekelbrem        | Genista anglica                 |                               |
| kA       |            | A/F        | kruipbrem         | Genista pilosa                  |                               |
| kK       |            | D          | struikhei         | Calluna vulgaris                |                               |
|          |            | O          | Duitse brem       | Genista germanica               |                               |
| kA       |            | Z          | kleine wolfsklauw | Lycopodium tristachyum          |                               |
| kA       |            | Z          | klein warkruid    | Cuscuta epithymum               |                               |
| kV       |            | Z          | grote wolfsklauw  | Lycopodium clavatum             |                               |
|          | dA         |            | fijn schapengras  | Festuca ovina subsp. tenuifolia |                               |
|          |            | F          | grote bremraap    | Orobanche rapum-genistae        |                               |
|          | dS         |            | tandjesgras       | Danthonia decumbens             | subassociatie met tandjesgras |
|          | dS         |            | tormentil         | Potentilla erecta               | subassociatie met tandjesgras |
|          | dS         |            | pilzegge          | Carex pilulifera                | subassociatie met tandjesgras |
|          | dS         |            | borstelgras       | Nardus stricta                  | subassociatie met tandjesgras |

Moslaag
| Kentaxon | Diff.soort | Abundantie | Triviale naam        | Botanische naam       | Opmerking                               |
| -------- | ---------- | ---------- | -------------------- | --------------------- | --------------------------------------- |
| kK       |            | F          | heideklauwtjesmos    | Hypnum jutlandicum    |                                         |
|          | dK         |            | gewoon gaffeltandmos | Dicranum scoparium    |                                         |
|          | dK         |            | bronsmos             | Pleurozium schreberi  |                                         |
|          | dA         | A/F        | ruig haarmos         | Polytrichum piliferum |                                         |
|          | dS         | A/F        |                      | Cladonia sp.          | subassociatie met gewoon stapelbekertje |
|          | dS         | F          | gewoon peermos       | Pohlia nutans         | subassociatie met gewoon stapelbekertje |
|          | dS         | F          | boskronkelsteeltje   | Campylopus flexuosus  | subassociatie met gewoon stapelbekertje |
|          | dS         | F          | breekblaadje         | Campylopus pyriformis | subassociatie met gewoon stapelbekertje |
|          | dS         | F          | open rendiermos      | Cladina portentosa    | subassociatie met gewoon stapelbekertje |

## Fauna
Goed ontwikkelde begroeiingen van de associatie van struikhei en stekelbrem vormen door hun structuurvariatie plekken met een microklimaat die in het bijzonder van belang zijn voor bepaalde reptielen- en insecten. Vooral de subassociatie met tandjesgras, waarbij open warme plekken afgewisseld worden met dichte plekken met dwergstruiken vormen zeer waardevolle habitats. Veel van deze diersoorten zijn door het verdwijnen van deze terreinen echter zeldzaam geworden.

### Reptielen
Soorten als de zandhagedis en de gladde slang komen praktisch enkel op dergelijke terreinen voor. Ook de hazelworm is er te vinden.

### Insecten
De associatie van struikhei en stekelbrem kent veel typerende insecten die er een geschikt habitat vinden. Opvallende dagvlindersoorten zijn bijvoorbeeld de heivlinder, kleine vuurvlinder, groentje en kommavlinder. Belangrijke rechtvleugeligen zijn de blauwvleugelsprinkhaan, het zoemertje en de zeer zeldzame kleine wrattenbijter. Ook de grijze spinnendoder en mestkevers vinden een habitat in deze associatie.

## Bedreiging en bescherming

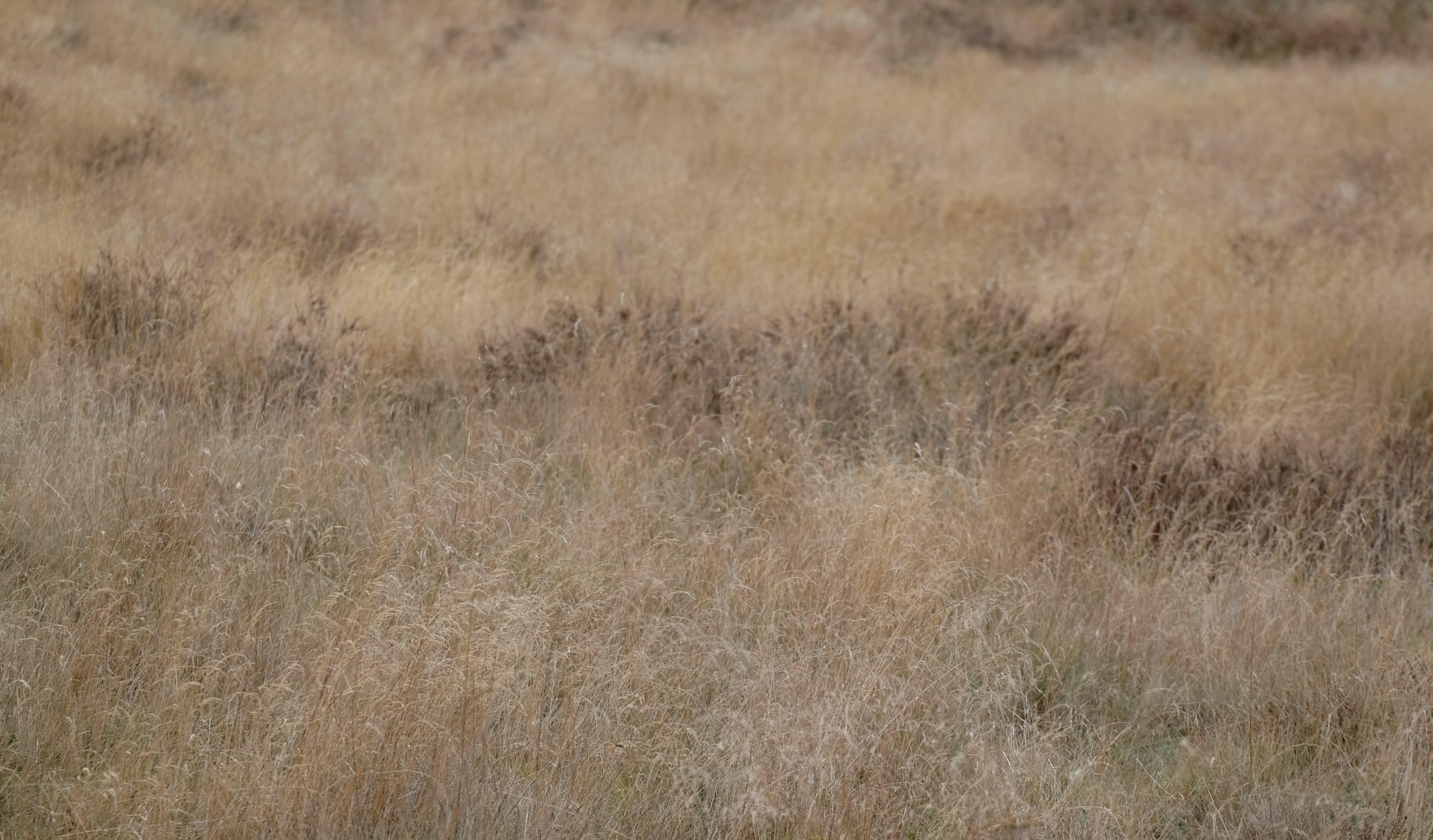
Een rompgemeenschap met bochtige smele, ontstaan door vergrassing van de associatie van struikhei en stekelbrem.

Net als de dopheide-associaties zijn de meeste struikheide-stekelbremassociaties geen climaxvegetatie. Ze zijn ontstaan ten gevolge van oude landbouwsystemen, waar na ontbossen en afbranden de overblijvende, onbebouwde grond werd gebruikt voor begrazing door schapen. Plaggen en strooisel van de heidegronden werden met mest uit de stal op het bouwland gebracht als compost. Heideplaggen deden ook dienst als bouwmateriaal of brandstof.
Ze vragen dus regelmatig beheersmaatregelen om te blijven bestaan, zo niet treedt vrij snel verbossing op. De verwaarlozing van dit beheer is een eerste belangrijke bedreiging.
Een tweede belangrijke bedreiging, die zelfs bij een goed heidebeheer voor problemen zorgt, is de vergrassing. Vooral het pijpenstrootje en de bochtige smele dreigen op vele plaatsen de droge heide te overwoekeren. Er zijn verschillende oorzaken voor de toenemende vergrassing, die elkaar versterken.
Ten eerste is er de overbemesting door nabijgelegen landbouwgronden en door atmosferische stikstofdepositie. Ook de struikhei profiteert van een hoger voedselaanbod, maar als gevolg hiervan wordt de strooisellaag tussen de planten dikker. En deze strooisellaag is nefast voor de zaden van de struikhei, die naakte bodem nodig hebben om te kiemen.
Een tweede probleem is dat deze strooisellaag ideaal is voor de ontwikkeling van het heidehaantje, een keversoort die leeft van de bladeren van de struikhei, regelmatig plagen veroorzaakt en dan zware schade kan toebrengen aan de droge heide.
De derde algemeen aanvaarde oorzaak van de vergrassing is de zure neerslag, die nefast is voor vegetatie op een reeds zure bodem, en die eveneens de struikhei verzwakt.
Het beheer of de herontwikkeling van de droge heide moet dus gericht zijn op twee punten:
Voor de instandhouding van de struikheide-stekelbremassociatie zijn twee soorten beheersmaatregelen nodig:
- het tegengaan van de natuurlijke successie door het regelmatig kappen van de boomopslag;
- het tegengaan van de eutrofiëring door verschillende ingrepen zoals het maaien van de kruidlaag, begrazen, afbranden van de vegetatie en/of het plaggen van de toplaag van de bodem.

De keuze van de (combinatie van) beheersmaatregelen zal onder meer afhankelijk zijn van de grootte en de toestand van het terrein, de beleidsopties en het beschikbare werkkracht. Vooral plaggen is erg arbeidsintensief, maar levert - indien goed uitgevoerd - binnen enkele jaren
terug een gezonde vegetatie op. Plaggen kan ook gebruikt worden om een volledig verwaarloosde en vergraste heide terug interessant te maken, doordat de zaden van de struikhei in de bodem zeer lange tijd kiemkrachtig blijven.

## Fotogalerij

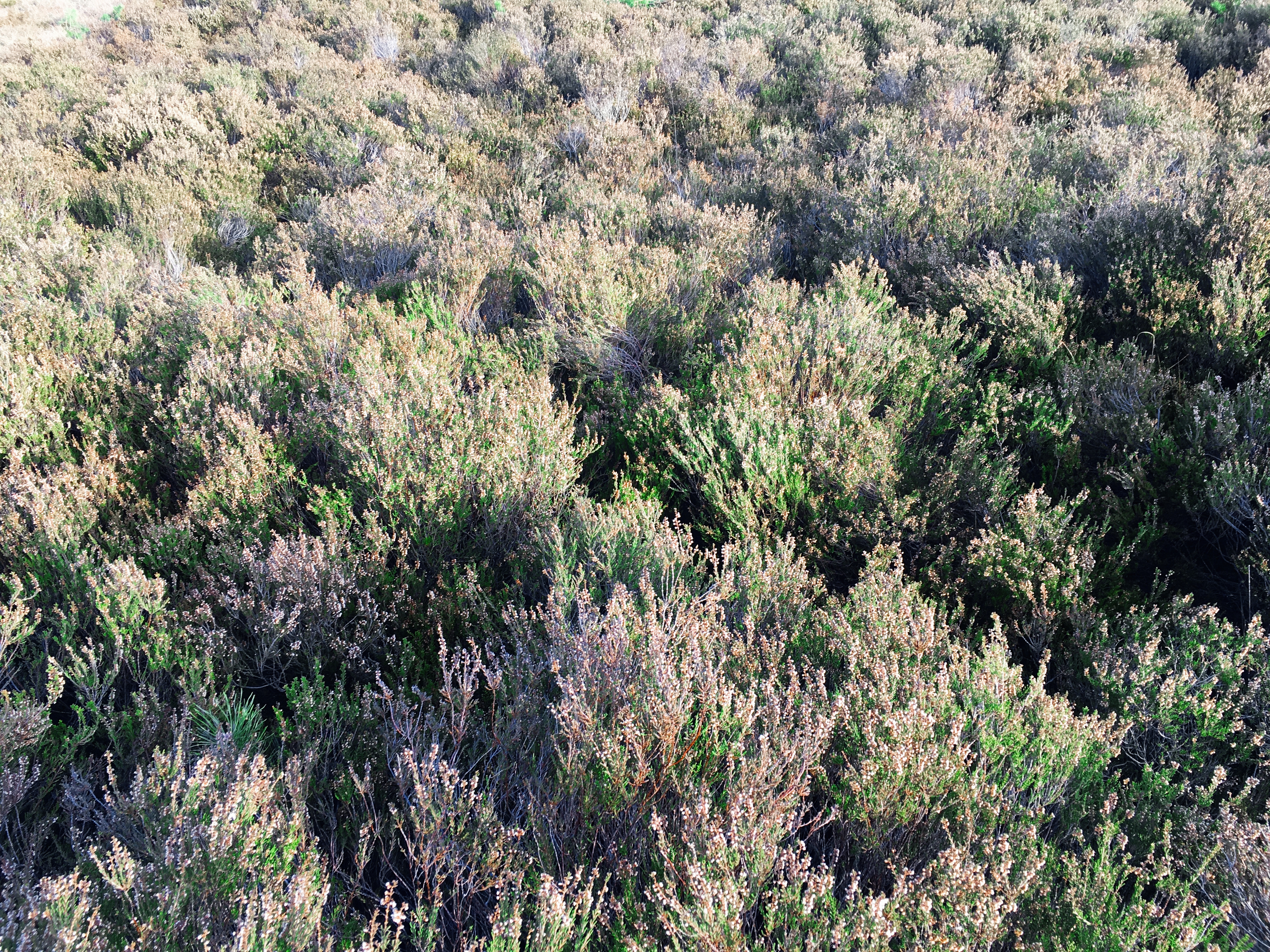
Een herfstaspect van de typische subassociatie